# اسماعیل صفرزاده
اسماعیل صفرزاده (متولد ۱ اردیبهشت ۱۳۳۲)، استاد فیده شطرنج و عضو سابق تیم ملی شطرنج ایران می‌باشد، که در سال ۱۳۷۳ قهرمان شطرنج ایران شد.
وی در قالب تیم ملی شطرنج ایران، سابقه حضور در مسابقات المپیاد شطرنج در سالهای ۱۹۷۴، ۱۹۷۶ و ۱۹۹۴ را دارد.
او در سال ۱۹۷۹ و از سوی فدراسیون جهانی شطرنج به درجه استاد فیده شطرنج رسید.